# Tibor de Machula
Tibor de Machula (Kolozsvár, 30 juni 1912 - Abcoude, 18 december 1982) was een Hongaarse cellist, die in Nederland woonde en werkte.
Hij studeerde cello bij Adolf Schiffer in Boedapest. Toen hij 12 jaar was, debuteerde hij als solist bij het Boedapest Philharmonisch Orkest. Vervolgens maakte hij een tournee door Italië. Als 15-jarige werd hij uitgenodigd verder te studeren aan het Curtis Institute of Music in Philadelphia (VS) bij Felix Salmond. 
Na drie jaar in Amerika ging hij terug naar Europa. Hij maakte tournees naar onder meer Zuid-Afrika, Scandinavië en het toenmalige Nederlands-Indië. 
In 1936 werd hij door dirigent Wilhelm Furtwängler gevraagd om eerste solocellist te worden van de Berliner Philharmoniker, waar hij 11 jaar bleef. Van 1947 tot aan zijn pensioen in 1977 was hij eerste solocellist van het Concertgebouworkest in Amsterdam. Naast zijn orkestbaan was De Machula actief in allerlei kamermuziekensembles (zoals het Concertgebouwstrijkkwartet met Jan Damen, Jan Bresser en Klaas Boon) en als solist. Hij gaf les aan het Muzieklyceum in Amsterdam.